# Лаутер (верхний приток Рейна)
Лаутер (нем. и фр. Lauter) — река в Германии и Франции, протекает по земле Рейнланд-Пфальц и департаменту Нижний Рейн, верхняя часть реки называется Вислаутер (нем. Wieslauter). Длина реки на территории Франции — 39 км. Приток Рейна.
В нижнем течении вдоль реки проходит участок границы между Францией и Германией.